# Asura signata
Asura signata là một loài bướm đêm thuộc phân họ Arctiinae, họ Erebidae.